# Комітет Верховної Ради України з питань верховенства права та правосуддя
Комітет Верховної Ради України з питань верховенства права та правосуддя — колишній профільний Комітет Верховної Ради України, створений 4 грудня 2007 як Комітет Верховної Ради України з питань правосуддя. Нову назву отримав 25 грудня 2012 р.
4 грудня 2014 р. йому на зміну прийшов Комітет Верховної Ради України з питань правової політики та правосуддя, що об'єднав предмети відання з Комітетом з питань правової політики.

## Сфери відання
Комітет здійснює законопроєктну роботу, готує, попередньо розглядає питання, віднесені до повноважень Верховної Ради України, та виконує контрольні функції у таких сферах відання:
- забезпечення верховенства права на законодавчому рівні;
- організація реалізації Верховною Радою України конституційних повноважень у сфері правосуддя;
- правовий статус Конституційного Суду України, у тому числі призначення Верховною Радою України на посади суддів Конституційного Суду України та звільнення їх з посад;
- судоустрій, статус суддів та забезпечення діяльності судів;
- надання згоди на затримання чи арешт суддів;
- правовий статус Вищої ради юстиції, в тому числі призначення на посади Верховною Радою України членів Вищої ради юстиції та припинення їх повноважень;
- вступ на посаду суддів Конституційного Суду України та членів Вищої ради юстиції;
- правовий статус Вищої кваліфікаційної комісії суддів України;
- правовий статус Державної судової адміністрації України;
- виконання рішень Європейського суду з прав людини;
- кримінально-процесуальне законодавство;
- цивільне, господарське та адміністративне судочинство (процесуальне законодавство);
- надання правової допомоги громадянам, регулювання організації та діяльності адвокатури;
- судова експертиза;
- міжнародний комерційний арбітраж, третейське судочинство, медіація.

## Склад комітету станом на 5 червня 2009р
Керівництво:
- Ківалов Сергій Васильович — Голова Комітету
- Кармазін Юрій Анатолійович — Перший заступник Голови Комітету
- Бондик Валерій Анатолійович — Заступник Голови Комітету
- Шустік Олена Юріївна — Заступник Голови Комітету
- Лабунська Анжеліка Вікторівна — Секретар Комітету
- Писаренко Валерій Володимирович — Голова підкомітету з питань правових основ організації та діяльності виконавчої служби і реагування на порушення законодавства щодо виконання рішень
- Бут Юрій Анатолійович — Голова підкомітету з питань формування суддівського корпусу
- Колесніченко Вадим Васильович — Голова підкомітету з питань звільнення суддів та реагування на порушення законодавства у сфері правосуддя
- Олійник Святослав Васильович — Голова підкомітету з питань кримінально-процесуального законодавства
- Новікова Юлія Володимирівна — Голова підкомітету з питань цивільного, господарського судочинства та адміністративного судочинства
- Шпенов Дмитро Юрійович — Голова підкомітету з питань судоустрою та статусу суддів
- Бережна Ірина Григоріївна — Голова підкомітету з питань захисту прав, свобод, інтересів громадян та систематизації, адаптації законодавства України до міжнародно-правових стандартів у сфері правосуддя і статусу суддів
- Соболєв Сергій Владиславович — Голова підкомітету з питань взаємодії з державними органами, органами місцевого самоврядування, підприємствами, установами та організаціями
- Сенченко Андрій Віленович — Голова підкомітету з питань фінансового забезпечення та розвитку матеріально-технічної бази судової системи України

Члени:
- Грач Леонід Іванович
- Мальцев Володимир Олександрович
- Портнов Андрій Володимирович
- Притика Дмитро Микитович
- Рудченко Микола Миколайович
- Соколов Михайло Володимирович
- Супруненко Олександр Іванович
- Фесенко Леонід Іванович
- Філенко Володимир Пилипович

### Секретаріат станом на 15 грудня 2009р.
- Остапець Сергій Леонідович, завідувач секретаріату
- Опальченко Олександр Миколайович, заступник завідувача секретаріату
- Семаніва Юлія Вікторівна, заступник завідувача секретаріату

## Склад[3]
Керівництво:
- Ківалов Сергій Васильович — Голова Комітету
- Махніцький Олег Ігорович — Перший заступник голови Комітету
- Романюк Роман Сергійович — Заступник голови Комітету
- Шпенов Дмитро Юрійович — Заступник голови Комітету
- Петренко Павло Дмитрович — Секретар Комітету
- Колесніченко Вадим Васильович — Голова підкомітету з питань забезпечення верховенства права, організації конституційних повноважень Верховної Ради України, судоустрою та статусу суддів
- Купрейчик Ірина Валеріївна — Голова підкомітету з питань кримінального процесуального законодавства
- Мельниченко Володимир Володимирович — Голова підкомітету з питань фінансового забезпечення та розвитку матеріально-технічної бази судової системи України
- Труханов Геннадій Леонідович — Голова підкомітету з питань взаємодії з державними органами, органами місцевого самоврядування, підприємствами, установами та організаціями
- Чернега Роман Тарасович — Голова підкомітету з питань захисту прав і свобод людини
- Тихонов Віктор Миколайович — Голова підкомітету з питань систематизації, адаптації законодавства України до міжнародно-правових стандартів у сфері правосуддя і статусу суддів
- Ємець Леонід Олександрович — Голова підкомітету з питань цивільного, господарського та адміністративного судочинства
- Лабунська Анжеліка Вікторівна — Голова підкомітету з питань адвокатури та виконання рішень Європейського суду з прав людини

Члени:
- Мальцев Володимир Олександрович[4].